# Лазарев, Сергей Викторович
Серге́й Ви́кторович Ла́зарев (род. 21 июля 1954, Обухово, Московская область) — советский игрок в хоккей с мячом, вратарь, заслуженный мастер спорта СССР (1979), четырёхкратный чемпион мира. Один из лучших вратарей в истории мирового хоккея с мячом.

## Карьера

### Клубная
Начал заниматься хоккеем с мячом в 1968 году в подмосковном посёлке Обухово в школе «Труда». Первый тренер — Николай Васильевич Горохов. До прихода в хоккей с мячом занимался у первого тренера футболом и хоккеем с шайбой.
С 1970 по 1972 год выступал за команду мастеров «Труда», принимающей участие в чемпионате РСФСР. В составе команды стал бронзовым призёром турнира сезона 1971/72.
В январе и марте 1972 года был также в составе юношеской команды калининградского «Вымпела».
В связи с призывом на срочную военную службу, продолжил игровую карьеру в хабаровском СКА, выступая за команду с 1972 по 1983 год, с сезона 1973/74 — основной вратарь команды. В составе СКА стал серебряным (1982) и бронзовым (1979, 1981) призёром чемпионатов СССР.
По истечении срока службы в армии по контракту, перешёл в 1983 году в красноярский «Енисей» — флагман советского хоккея с мячом 1980-х годов. Проведя за команду три сезона, побеждает в чемпионате СССР (1984, 1985, 1986), Кубке европейских чемпионов (1983) и Кубке мира (1984).
В 1986 году стал игроком московского «Динамо», в котором завершил игровую карьеру в 1992 году. Капитан команды с 1989 по 1992 год.

### Сборная СССР
В январе 1975 года был приглашён во вторую сборную СССР для зарубежного турне по Финляндии, где своей надёжной игрой привлёк внимание главного тренера сборной СССР Василия Трофимова, пригласившего игрока для участия в чемпионате мира 1975 года.
На своём первом чемпионате мира, который принимала Финляндия, стал дублёром другого дебютанта мировых первенств — Геннадия Шишкова, который на этом турнире должен был стать дублёром основного вратаря сборной Леонарда Мухаметзянова, получившего запрет на выезд из СССР и выведенного из состава команды. После неудачной игры Шишкова в первом матче со сборной Швеции, а также последующей травмы игрока в следующем матче со сборной Финляндии, Лазареву было доверено место в воротах во втором матче со сборной Швеции, в котором сборная СССР одержала уверенную победу, а игра 20-летнего вратаря сборной СССР стала одним из открытий чемпионата мира.
На следующих четырёх турнирах Лазарев был основным вратарём сборной, в 1979 году признаваясь лучшим вратарём чемпионата мира, в дальнейшем уступив место основного стража ворот Александру Господчикову.
Участник семи чемпионатов мира, на которых провёл 26 матчей. Четырёхкратный чемпион мира (1975, 1977, 1979, 1985).

## Достижения
СКА (Хабаровск)
 Серебряный призёр чемпионата СССР: 1981/82 

 Бронзовый призёр чемпионата СССР (2): 1978/79, 1980/81
«Енисей»
 Чемпион СССР (3): 1983/84, 1984/85, 1985/86 

 Обладатель Кубка СССР: 1984 

 Финалист Кубка СССР: 1985 

 Обладатель Кубка европейских чемпионов: 1983 

 Финалист Кубка европейских чемпионов (2): 1984, 1985 

 Обладатель Кубка мира: 1984 

 Финалист Кубка мира (2): 1983, 1985
«Динамо» (Москва)
 Серебряный призёр чемпионата СССР (2): 1986/87, 1987/88 

 Бронзовый призёр чемпионата СССР: 1990/91 

 Обладатель Кубка СССР: 1987 

 Финалист Кубка СССР (3): 1988, 1989, 1991 

 Финалист Кубка мира: 1987
Сборная СССР
 Чемпион мира (4): 1975, 1977, 1979, 1985 

 Серебряный призёр чемпионата мира (2): 1981, 1983 

 Бронзовый призёр чемпионата мира: 1987 

 Победитель Международного турнира на приз газеты «Советская Россия» (6): 1976, 1978, 1980, 1982, 1984, 1986
Личные
- В списке 22-х лучших игроков сезона (11): 1975, 1977—1982, 1985—1988
- Лучший вратарь сезона (7): 1975, 1978—1982, 1988
- Лучший вратарь чемпионата мира: 1979
- Символическая сборная чемпионата мира: 1979
- Лучший вратарь Международного турнира на приз газеты «Советская Россия» (2): 1978, 1980
- Вошёл в список лучших игроков сборной СССР/России за 40 лет участия в чемпионатах мира: 1998
- Символическая сборная СКА (Хабаровск) (2): 1994, 2001

## Награды
- Медаль ордена «За заслуги перед Отечеством» II степени (26 января 1998) — За заслуги в области физической культуры и спорта, большой вклад в развитие отечественного хоккея с мячом[9].

## Спортивные звания
- Мастер спорта СССР — 1974
- Мастер спорта СССР международного класса — 1975, 1977
- Заслуженный мастер спорта СССР — 1979

### Комментарии
1. ↑  Количество игр за клуб(ы) в высшем дивизионе чемпионатов СССР
2. ↑  Второй призёр Кубка европейских чемпионов по итогам однокругового турнира четырёх команд